# LAN party

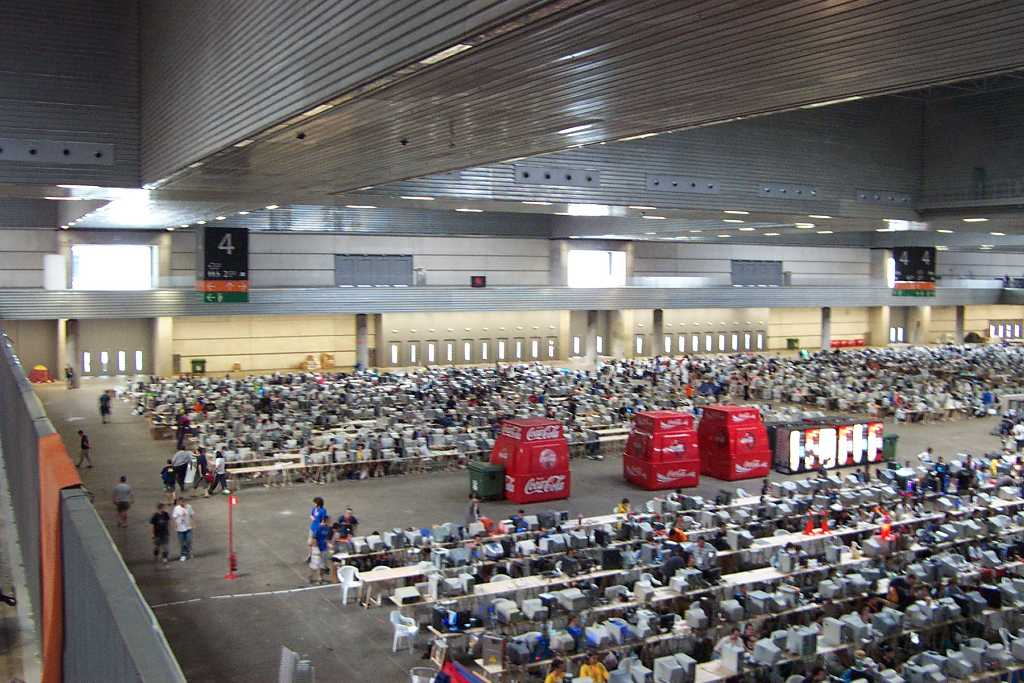
LAN Party

Una LAN party o fiesta LAN es un evento que reúne a un grupo de personas con sus ordenadores para jugar videojuegos, compartir e intercambiar información, además de poder llegar a conocer gente, hacer amigos y aprender de otras personas sobre tecnología de la información y las comunicaciones.
El nombre proviene de la forma como se interconectan los ordenadores: mediante una red de área local (en inglés: local area network, LAN), lo que les permite intercambiar datos a altas velocidades. Hay diferentes "variaciones" de LAN, es decir existen redes inalámbricas y redes cableadas. Generalmente las conexiones son por medio de redes cableadas pues se obtienen mayor velocidad y rendimiento y se evitan las interferencias propias de las redes inalámbricas.
En México, se denominan "LANeadas". 
En Chile, estos eventos también son conocidos como "tarreos" (aludiendo a la PC como el "tarro"). En Colombia son conocidas simplemente como LAN o "LANes" (incluso hasta con el término "miniLANes").
En Uruguay se conocen como "Lanparties", con tal suceso que se organizan más de una GRAN Lanparty por año donde participan personas de varios puntos del país.
En Paraguay una LAN party es un evento donde un cyber alquila sus computadoras en hora de la madrugada hasta el amanecer a un muy bajo costo y también cuando un conjunto de personas se reúnen con sus computadoras en un cierto lugar (ya sea un grupo pequeño o grande); suele haber eventos nacionales donde se reúnen todos los gamers.
En Argentina y España se suele llamar solo LAN, o LAN party, donde suelen jugarse Lineage, Age of Empires, Counter Strike, entre otros juegos.
Normalmente una LAN party es una instancia donde un grupo de gente convive y se divierte jugando videojuegos multijugador entre ellos, o intercambiando archivos por medio de una red ethernet.

## Objetivos
Los dos objetivos principales al asistir a estas LAN parties son:
1. Conectar directamente nuestra computadora con la de otras personas pudiendo alcanzar grandes velocidades de interconexión de las que es imposible beneficiarse estando conectado a Internet. Gracias a esta gran velocidad se consigue poder jugar partidas y competencias de juegos multijugador prácticamente en tiempo real así como intercambiar archivos de gran tamaño (como videos, videojuegos y música) en pocos minutos, o incluso segundos. Para lograr esto, los equipos se interconectan utilizando sus tarjetas de red ethernet para enlazarse a un Concentrador Hub o a un Switch. Mediante estos equipos se gestionan las diversas conexiones entre computadoras, y - en caso de haber disponible en el lugar - la compartición del servicio Internet para todos aquellos conectados al concentrador.
2. Aunque jugar no es lo único que permiten las redes locales de alta velocidad, los participantes de estos eventos aprovechan la ocasión para aprender de los otros usuarios, eliminando la barrera de la impersonalidad de Internet y conociéndose en persona, ayudándose y aprendiendo mutuamente. En otras palabras "sacar tu computadora de la casa es una excusa para hacer amigos".

## Tipos
En general existen tres tipos de LAN parties:
- LAN parties con fin económico: Se refiere a empresas o negocios que ofrecen el servicio LAN parties por un precio específico y con objeto de lucro económico. Generalmente ofrecer espacio físico (un espacio en el cual se pueden reunir los participantes), conectividad (una infraestructura de red ya montada y permanente, y utilería (mesas, sillas, etc.). A este tipo de LAN parties asisten personas individuales, visitantes casuales, asiduos y ocasionalmente grupos (clanes) para jugar o practicar. Este tipo de negocios es similar al de los Cafés Internet pero estos últimos no se dedican de manera exclusiva a esta labor. Los Cafés Internet generalmente incluyen el computador de manera que el cliente sólo tiene que asistir pues todo lo demás está ya incluido en el precio de asistencia y éste puede ser fijo (con duración específica) o variable (dependiendo del tiempo que se haya asistido).

- LAN parties ocasionales masivas: Son eventos de alta asistencia de participantes y así como muchos son conocidos entre sí o atraídos por otros antiguos participantes también hay un alto número de desconocidos entre los asistentes. Existe una organización, generalmente formal, que se encarga del montaje del evento en cuanto a alquilar un local, infraestructura de red (alquilar concentradores o switches), hacer compras de alimentación básica (en algunas ocasiones) y hacer la convocatoria a participantes. Este tipo de LAN parties ocasionales masivas muchas veces se realizan basadas en fechas específicas como días feriados o fines de semana, o en fechas históricas para la misma organización.

- LAN parties caseras: Técnicamente hablando fue el primer tipo de LAN party que existió *y de donde nació el término "miniLANes". Los participantes son todos amigos entre sí y se reúnen con cierta regularidad en un lugar que puede ser la casa, garaje o local de uno de ellos. En algunas cobran un dinero, el objetivo de éste es principalmente pagar el alto consumo de energía que puede haber en estas reuniones, aunque en las 'miniLANes' es sumamente raro ver esto. Normalmente alguno de los asistentes tiene el concentrador o switch utilizado para la conexión, y si no es así, alguien conoce a otra persona que puede prestarlo por el fin de semana. Aunque podrían reunirse en un lugar especializado para ello sin incurrir en los inconvenientes del acarreo del computador, la adecuación del lugar y el montaje de la red, precisamente el objetivo de este tipo de LAN parties es que el ambiente es completamente privado pues absolutamente todos los asistentes son amigos o conocidos lo que permite un ambiente sumamente diferente al que puede sentirse en LAN party de gran asistencia o con fines económicos.

Una LAN party, dependiendo de los asistentes o de los organizadores, según sea el caso, puede tener una duración de unas horas, una noche, un fin de semana o hasta más en muchos casos.

## Críticas
Desde que se han empezado a hacer las LAN Party en la década de los 90, han surgido críticas de varios aspectos de la realización de estos eventos.

### Organización
Mucho se ha dicho de la organización de cada uno de los eventos de las distintas LAN parties, y mucho ha servido para mejorar cada año estos eventos. Aun así seguirá habiendo críticas que servirían para seguir mejorando. Una de estas es que la realización de estos eventos se ha masificado al punto que algunas organizaciones solo pretenden llenar cupo y ya no toman en cuenta cuando hay "pocos" interesados en asistir. Otras voces en alto dicen que la subida de precios no se justifica

### Ponencias
También hay algunas críticas sobre las ponencias, los temas de las ponencias, los enfoques e importancias de estos temas.